# Juozas Tūbelis
Juozas Tūbelis né le 9 avril 1882 à Ilgalaukis (Municipalité du district de Rokiškis) mort le 30 septembre 1939 à Kaunas est un homme d'État lituanien. Il est Premier ministre pendant trois mandats consécutifs, de septembre 1929 à juin 1934, de juin 1934 à septembre 1935 et de septembre 1935 à mars 1938.

## Biographie
Il suit les cours de l'Institut polytechnique de Riga et décroche un diplôme en agronomie. Il est instituteur pendant deux ans puis s'enrôle en 1915 dans l'armée russe. Il officie dans le comité d'aide lituanien aux réfugiés et blessés de guerre. Il travaille en 1918 pour le Conseil de Lituanie au sein de la commission pour l'éducation. Il est nommé ministre de l'agriculture le 11 novembre 1918,  ministre de l'éducation le 19 juin 1920 puis en mai 1927 il est nommé ministre des finances. Il est nommé premier ministre le 23 septembre 1929.